# 30283 Shirleysmith
30283 Shirleysmith è un asteroide della fascia principale. Scoperto nel 2000, presenta un'orbita caratterizzata da un semiasse maggiore pari a 2,2766843 au e da un'eccentricità di 0,1054861, inclinata di 6,80003° rispetto all'eclittica.